# Шахматы до трёх шахов
Шахматы до трёх шахов, также известные как три шаха — это вариант шахмат, в котором цель игры состоит в том, чтобы поставить противнику шах три раза. Применяются стандартные правила шахмат, такие как одна и та же стартовая позиция, правила пата и мата.  Шах засчитывается как один даже в случае двойного шаха.В три шаха можно сыграть за доской, но особую популярность вариант приобрел в интернете, в него можно сыграть на таких крупных шахматных интернет-серверах, как Chess.com и Lichess .

## История
Точно неизвестно, где зародились три шаха, но Дэвид Притчард, автор «Энциклопедии шахматных вариантов», подозревает советское происхождение и отмечает, что Анатолий Карпов в молодости был «непобедимым» игроком в шахматы до трёх шахов. В 2018 году на Lichess прошёл первый 24 часовый "марафон" турнир в три шаха, в котором приняли участие 4469 игроков. Первое и второе место заняли на тот момент мастера ФИДЕ Тойво Кейнянен и Йозеф Тaхер соответственно . Также с 2020 года на сайте ежегодно проводится чемпионат мира по трём шахам, организуемый игроками. В 2023 году там прошёл второй марафон, выигранный иранским любителем, в нём приняли участие уже 7957 игроков. На Chess.com в 2023 году в рамках "Variants Community Series"  состоялось соревнование в три шаха с призовым фондом 3750$, выигранное гроссмейстером Хосе Мартинесом.

## Стратегия
Учитывая специфику варианта, игроки в три шаха часто жертвуют фигурами, если им гарантировано достижение одного или нескольких шахов на короле. Открытие диагоналей в сторону короля нецелесообразно – 1. d4? позволяет немедленно 1... е5! воспользовавшись чернопольными слабостями белых на диагонали a5-e1. В целом дебют очень важен, так как с появлением движка, многие игроки заучивают правильные начальные ходы.
Международный мастер Дэниел Ренч написал для Chess.com о стратегических и тактических возможностях, которых следует опасаться при игре в три шаха:
- Держите диагонали около своего короля закрытыми. Ренч рекомендует сицилианскую защиту, хотя и предупреждает о смертельной ловушке: 1. е4 с5 2. Сс4 Kc6?? 3. Сxf7+! Крxf7 4. Qh5+, и на следующем ходу белые наносят третий шах.
- Уходите собственным королём с открытой вертикали - хотя Ренч не считает вертикали столь же опасными, как диагонали в трех шахах, он отмечает, что "открытые вертикали - это самый быстрый способ для выигрышной позиции стать проигрышной в трёх шахах! "
- Никогда не допускайте последовательных шахов, даже если это означает получение материала. Инициатива в трёх шахах чрезвычайно сильна, и для нанесения нескольких шахов часто приходится жертвовать несколькими фигурами.
- Ферзь особенно силен, потому что, за редким исключением, он всегда может получить как минимум два шаха подряд. Исключения: когда ферзя могут съесть немедленно; ферзь связан к своему королю, и на линии связки нет поля, с которого ферзь мог бы дать последующий шах; или когда в ответ на шах ставится шах, достигнутый вскрытым шахом, при котором фигура блокирует первоначальный шах, а ферзь не может заблокировать шах или взять шахующую фигуру с шахом (в том числе, когда вскрытый шах является третьим шахом для этого игрока, в таком случае партия просто заканчивается).